# Mesamphiagrion occultum
Mesamphiagrion occultum là một loài chuồn chuồn kim trong họ Coenagrionidae.
Mesamphiagrion occultum được Ris miêu tả khoa học lần đầu tiên vào năm 1918.